# Aloândia
Aloândia, amtlich portugiesisch Município de Aloândia, ist eine kleine brasilianische politische Gemeinde im Bundesstaat Goiás. Sie liegt südwestlich der brasilianischen Hauptstadt Brasília und 150 km südlich von Goiânia, der Hauptstadt des Bundesstaates. Die Bevölkerung wurde zum 1. Juli 2019 auf 1995 Einwohner geschätzt, die auf einer Gemeindefläche von 102,160 km² leben. Sie steht an 239. Stelle der 246 Gemeinden des Bundesstaates.

## Geographische Lage
Das Territorium von Aloândia grenzt
- im Osten an die Gemeinde Morrinhos mit dem Rio Meia Ponte als Grenzfluss
- im Süden an Joviânia
- im Westen und Norden an Pontalina